# Pacific Union College
Le Pacific Union College est une université privée d'arts libéraux mixte située à Angwin en Californie aux États-Unis.
Fondé en 1822 à Healdsburg sous le nom de Healdsburg College, le Pacific Union College (PUC) est la douzième plus vieille université de Californie. Le PUC a adopté son nom actuel en 1906. Il déménagea dans son campus actuel dans les monts Howell dans le comté de Napa en 1909. Le campus principal fait 0.61 km² sur l'ensemble des terrains de l'université qui font 7.7 km².
Le PUC a presque exclusivement un corps d'étudiant préparant une licence. En 2010, l'école comptait 1527 étudiants. C'est la seule université d'arts libéraux affiliée à l'église adventiste du septième jour. Les étudiants peuvent choisir des cours parmi plus de 70 cursus dans 20 départements d'études.
- (en) Cet article est partiellement ou en totalité issu de l’article de Wikipédia en anglais intitulé « Pacific Union College » (voir la liste des auteurs).